# Thelosia truncata
Thelosia truncata is een vlinder uit de familie van de Apatelodidae. De wetenschappelijke naam van de soort is voor het eerst geldig gepubliceerd in 1894 door William Schaus.

## Synoniemen
- Zanola rectilinea Dognin, 1922[2]